# Sidney Jackson
Sidney Lvovitch Jackson (1886-1966), en russe : Сидней Львович Джексон, est un boxeur et entraîneur new-yorkais qui prit la nationalité soviétique et fit partie de la Société sportive « Spartak » de Tachkent (République socialiste soviétique d'Ouzbékistan).

## Biographie
Jackson est né à New York dans une famille juive. Son père, employé dans une entreprise chimique, meurt de tuberculose lorsque l'enfant a six ans. Il passe sa jeunesse dans le Bronx à Brooke Avenue. Il commence la boxe à l'âge de douze ans au Bronx Ridgeon Club et devient professionnel à l'âge de dix-huit ans. Il participe à de nombreux combats aux États-Unis en tant que poids léger et se prépare au championnat du monde.
Jackson se trouve en Russie lorsque la Première Guerre mondiale éclate et y demeure après la Révolution d'Octobre. Il devient entraîneur de boxe à Tachkent et développe ce sport dans les républiques soviétiques d'Asie centrale. Le boxeur et écrivain Gueorgui Sviridov (1927-2014) a écrit la vie de Jackson dans Jackson est resté en Russie («Джексон остается в России») et il décrit comment Jackson a formé des générations de jeunes boxeurs avec une méthode d'enseignement théorico-pratique efficace au sein de la fédération de boxe d'Ouzbékistan. Parmi ses élèves, on peut distinguer B. Granatkine, You. Buchmann, le champion d'Ouzbékistan et d'Asie centrale Vladimir Karpov (1922-2010) qui fut héros de l'Union soviétique pendant la Grande guerre patriotique, Andreï Borzinko qui fut champion de la république soviétique d'Ouzbékistan, après avoir été déporté comme prisonnier de guerre par les Allemands au camp de Buchenwald, et dont Gueorgui Sviridov fit le héros de son roman Le Ring derrière les barbelés («Ринг за колючей проволокой»). Jackson devient entraîneur émérite d'URSS en 1957.
Sidney Jackson est enterré au cimetière Botkine de Tachkent.

## Source
- (ru) Cet article est partiellement ou en totalité issu de l’article de Wikipédia en russe intitulé « Джексон, Сидней Львович » (voir la liste des auteurs).